# Mitreu do Circo Máximo
Mitreu do Circo Máximo é um mitreu localizado no subsolo de um edifício na Via dell'Ara Massima, no rione Ripa de Roma. O local fica perto da extremidade reta (mais próxima do rio Tibre) do Circo Máximo, já no Fórum Boário.

## História
Este edifício público do período imperial foi construído em tijolos perto dos carceres do Circo Máximo (as baias de ontem partiam os animais na corrida). O local foi descoberto e escavado em 1931 durante as obras de construção de um armazém de roupas e do palco do Teatro dell'Opera di Roma nos fundos do Palazzo della Pantanella.

## Descrição

Planta do mitreu.

O piso térreo do edifício antigo está muito bem conservado, com cinco ambientes retangulares paralelos ligados entre si e duas grandes escadarias do lado de frente para o Circo que levavam até o piso superior e se estendiam por quase toda a extensão do edifício. Estas escadas, cujos degraus passam por cima de alguns dos ambientes menores, foram construídos em uma segunda fase da construção, provavelmente no século II. 
No século III, alguns dos ambientes do edifício foram modificados para abrigar um mitreu. O acesso principal provavelmente ficava do lado leste, depois de um corridor; hoje se entra no local pelo que provavelmente era uma entrada secundária. A partir dali, era possível chegar aos recintos seguintes através de uma porta no próprio santuário, o spaeleum ("gruta"), com um recinto minúsculo com um nicho à direita que era uma espécie de sacristia ("apparatorium"). Neste primeiro piso, o pavimento é da época de Diocleciano.
Na parede do átrio estão dois nichos com bases de mármore onde provavelmente ficavam as estátuas dos dois tocheiros Cautes e Cautopates. Dos lados, sobre duas mísulas estavam assentadas as pequenas colunas de duas edículas.
Seguem-se outros quatro ambientes com uma passagem no centro (formando um "H") com um grande arco na abertura central. Ali ficavam os bancos nos quais se sentavam os fieis. Nos dois ambientes menores à esquerda, havia apenas um banco, encostado na parede da direita e, nos demais, nas duas paredes. Também ali, diante da porta, ficavam duas edículas e pequenos nichos, uma das quais (a da direita) está ocupada por um recipiente em terracota. No centro do arco central está enterrada uma grande ânfora em terracota, provavelmente utilizada para recolher o sangue do touro sacrificado.
O piso era revestido de mármore reutilizado como revelam alguns trechos ainda conservados. Na parede do fundo se abre um arco com a superfície inferior coberta de pedra-pomes e ali estáo mais algumas bases e nichos no interior de edículas. No interior do arco, uma pequena edícula de tijolos forma um nicho semicircular coberto por uma semi-cúpula: ali provavelmente ficava, em posição de destaque, a estátua de Mitra. O relevo recuperado com a imagem da tauroctonia (o sacrifício do touro) ficava em lugar desconhecido no interior do santuário: nele Mitra aparece sacrificando o touro ladeado por Cautes, Cautopates, Sol, Luna e um corvo; à esquerda se vê o próprio Mitra levando o touro morto nos ombros. A inscrição no alto relembra o nome de quem dedicou o santuário: "Deo Soli Invicto Mithrae Ti[berius] Cl[audio] Hermes ob votum dei typum d[ono] d[at]" ("ao Deus Sol Invicto Mitra, Tibério Cláudio Hermes, depois de um voto, oferece a imagem do deus").
Um segundo relevo bem menor está encravado na parede da direita e mostra o sacrifício do touro. Foram recuperadsa outras inscrições e dedicatórias no local, todas com nomes de libertos.